# معركة دوملوبونار

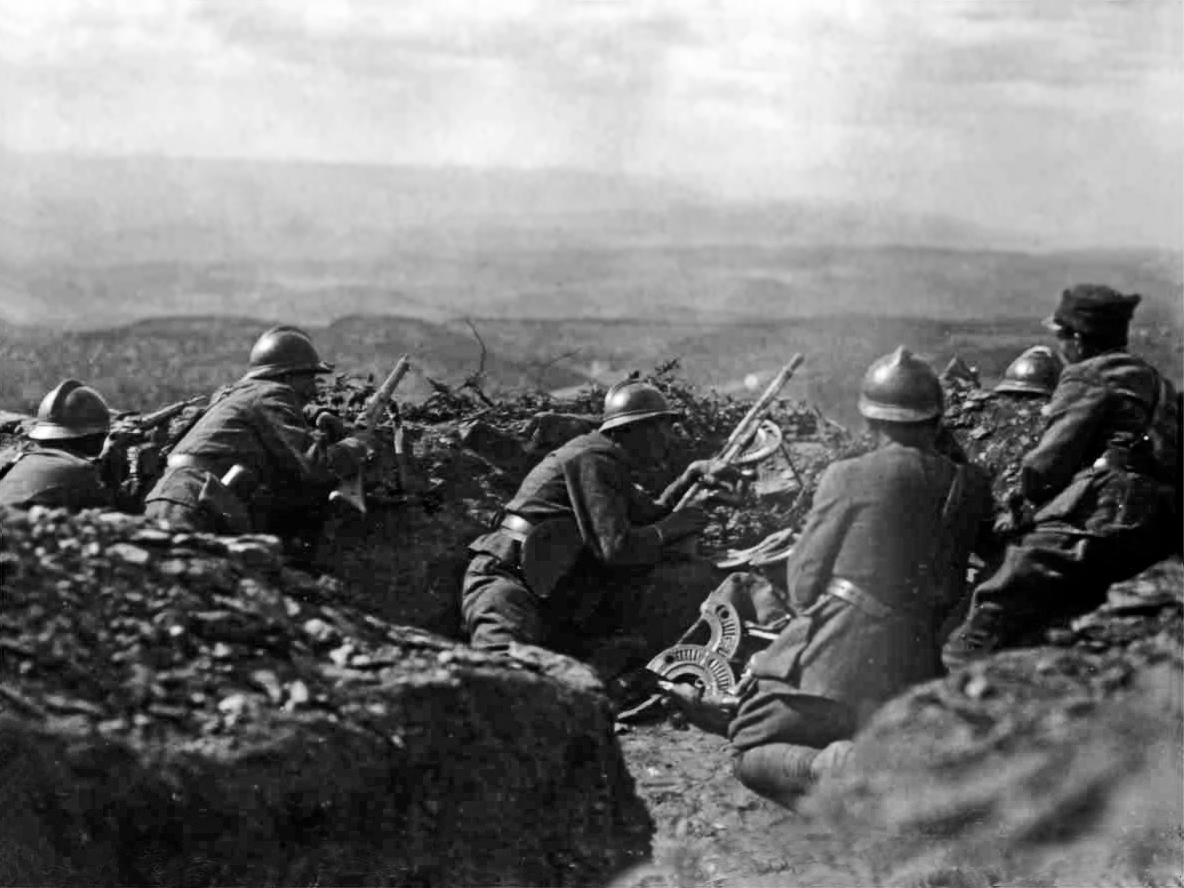
جنود يونانيين غرب أفیون قره‌ حصار (29 أغسطس 1922)

معركة دوملوبونار (بالتركية: Başkomutanlık Meydan Muharebesi)‏ جزء من حرب الاستقلال التركية التي استمرت من عام 1919 إلى عام 1922، ودارت بين قوات الثوريين الأتراك بقيادة مصطفى كمال أتاتورك وبين الجيش اليوناني بقيادة جورجيوس هاتزيانسيتيس من 26 إلى 30 أغسطس 1922 قرب كوتاهيا. وانتهت بانتصار حاسم للأتراك وانسحاب الجيش اليوناني من كافة الأراضي التركية في آسيا الصغرى.

## معرض صور

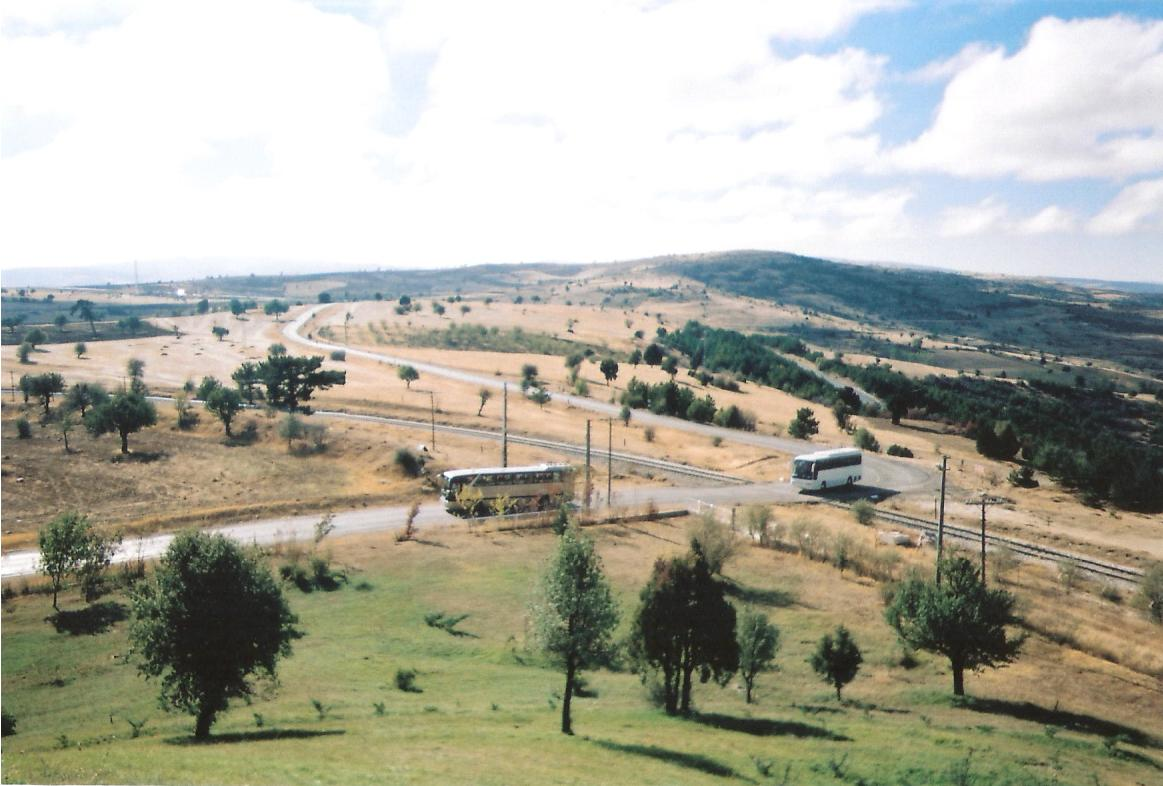
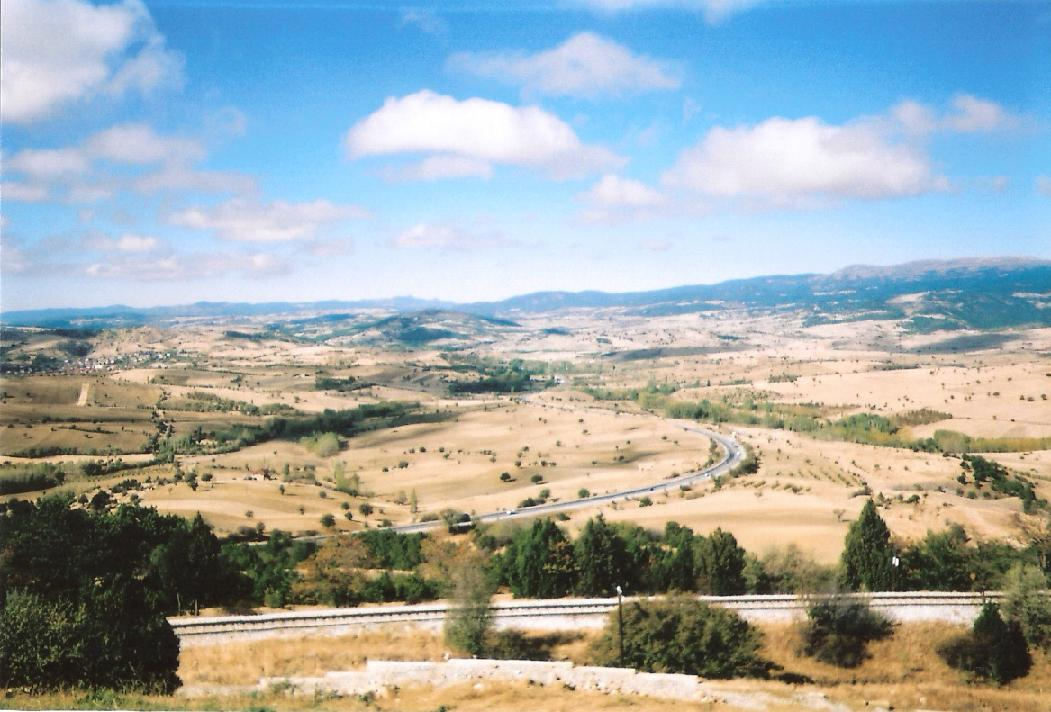
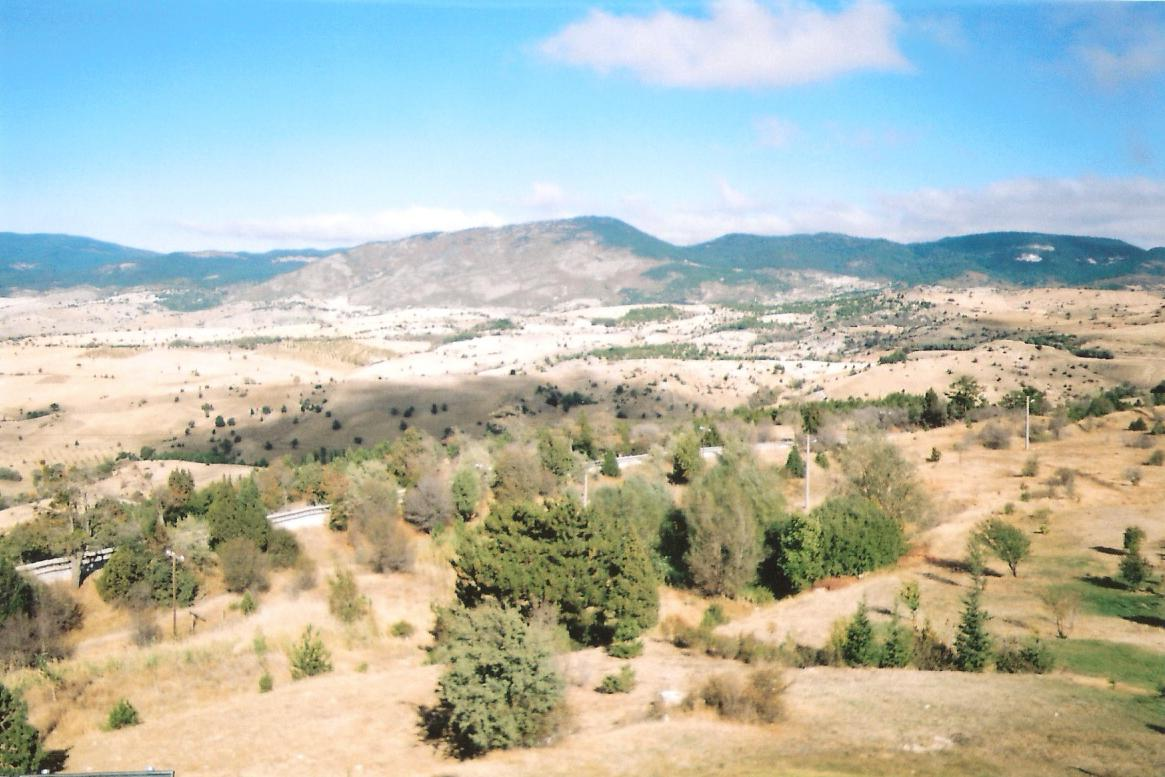
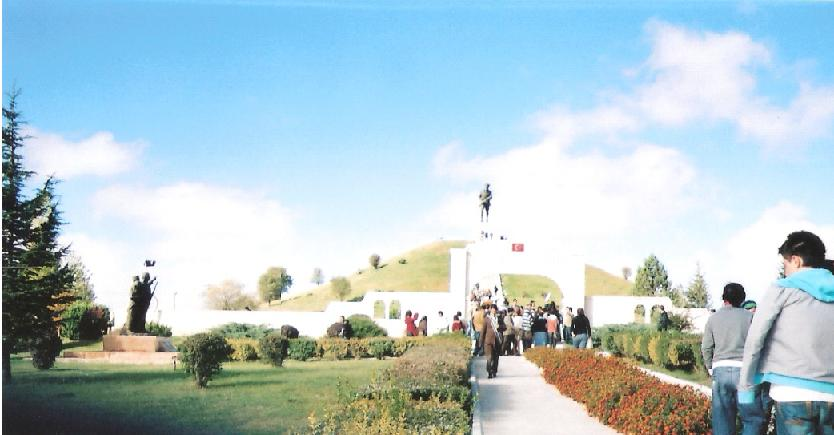